# جون ميرونا
جون ميرونا (مواليد 1962) هو ملاكم سوداني، مثّل بلاده في الألعاب الأولمبية الصيفية 1988.

## روابط خارجية
جون ميرونا على موقع اللجنة الأولمبية الدولية (الإنجليزية)
- جون ميرونا على موقع أوليمبيديا (الإنجليزية)